# میخائیل درویان
میخائیل زاخاروویچ درویان (روسی: Михаи́л Заха́рович Друя́н؛ ۱۹۱۱ — ۲۰۰۰) فیلم‌بردار کارتون‌ها و فیلم‌های انیمیشینی اهل روسیه بود. 
او در ۱۷ اکتبر ۱۹۱۱ در خارکوف امپراتوری روسیه متولد شد. در نوجوانی، تنها و بدون هیچ گونه حمایتی به مسکو آمد. او یک کودک خیابانی بود. او هنرمندی پُرکار بود و در فیلم‌برداری بیش از ۳۰۰ کارتون و فیلم انیمیشنی مشارکت داشته است.
از فیلم‌ها یا مجموعه‌های تلویزیونی که وی در آن‌ها نقش داشته است، می‌توان به فانتیک، تاری، پرنده کوچک و خرگوش و سیب اشاره نمود.